# STS-40
STS-40 — космический полёт MTKK «Колумбия» по программе «Спейс Шаттл» (41-й полёт программы и 11-й полёт Колумбии). Основной целью миссии STS-40 были эксперименты с космической лабораторией Spacelab (в основном в области биологии). Так же миссия STS-40 примечательна тем, что впервые в составе экипажа находились сразу три женщины-астронавта.

## Экипаж
- (НАСА): Брайан О`Коннор (2)[2] — командир;
- (НАСА): Сидни Гутьеррес (1) — пилот;
- (НАСА): Джеймс Бейгиан (2) — специалист полёта-1;
- (НАСА): Тамара Джерниган (1) — специалист полёта-2;
- (НАСА): Маргарет Седдон (2) — специалист полёта-3;
- (НАСА): Эндрю Гэффни (1) — специалист по полезной нагрузке 1;
- (НАСА): Милли Хьюз-Фулфорд (1) — специалист по полезной нагрузке 2.

## Параметры полёта
- Масса аппарата
  - при старте — 102 283 кг;
- Грузоподъёмность — 12 374 кг;
- Наклонение орбиты — 39,0°;
- Период обращения — 90,4 мин;
- Перигей — 287 км;
- Апогей — 296 км.

## Галерея

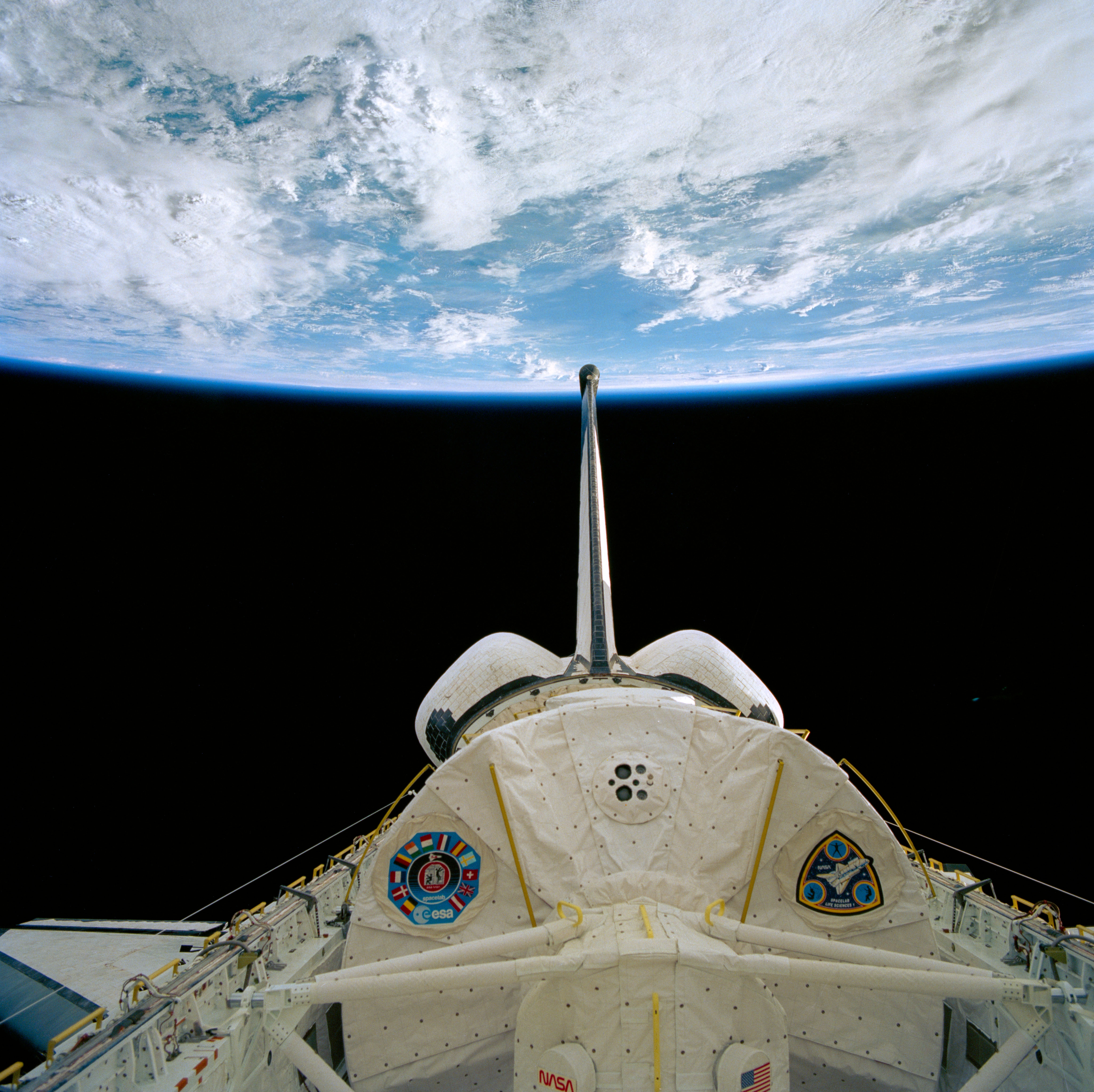
Фото грузового отсека с лабораторией Spacelab.